# كارلينهوس (لاعب كرة قدم مواليد 1984)
كارلينهوس (بالبرتغالية: Carlos César Matheus‏) هو لاعب كرة قدم برازيلي في مركز الوسط، ولد في 2 أغسطس 1984 في تاكواريتينغا في البرازيل. لعب مع النادي الرياضي المركزي وريد بل براغانتينو ونادي إيراكليس ونادي ساو باولو ونادي غواراني ونادي فلامنغو ونادي فيغورينسي.

## وصلات خارجية
- كارلينهوس (لاعب كرة قدم مواليد 1984) على موقع قاعدة بيانات كرة القدم.إي يو (الإنجليزية)